# Péter Szabó
Péter Szabó (13 april 1899 – 21 september 1963) was een Hongaars voetballer en trainer.
Hij begon zijn carrière bij MTK Boedapest en werd daar kampioen mee in 1917, 1918 en 1919. In de zomer van 1919 maakte het team een tournee, waardoor Szabó ook enkele wedstrijden voor Wiener AF speelde. Na een vriendschappelijke wedstrijd tegen 1. FC Nürnberg op 22 juli 1919 bleef Szabó samen met zijn ploegmaat Alfréd Schaffer in Neurenberg. Hij speelde linksbuiten voor de club en tot 1920 trad hij aan in 43 wedstrijden en haalde met zijn ploeg de eerste Duitse landstitel. Hij scoorde onder andere in de finale om de titel tegen SpVgg Fürth. Na één seizoen verkaste hij naar Eintracht Frankfurt en bleef daar drie jaar. Daarna speelde hij nog voor enkele clubs. Tussen 1916 en 1919 speelde hij ook twaalf wedstrijden voor het nationaal elftal.
Na zijn spelerscarrière werd hij trainer en net als speler fladderde hij van club tot club. Zijn laatste club was de Duitse topper 1. FC Köln.